# Büsbach
Büsbach ist seit 1935 ein Stadtteil im Westen von Stolberg (Rheinland) in der Städteregion Aachen mit 7.077 Einwohnern (Stand: 2017). Der Spitzname der Bewohner lautet seit einer Episode im Jahre 1907 Bareschesser (Bar-Scheißer (Bar = Sauerkrautfass aus Steingut)).

## Geografie

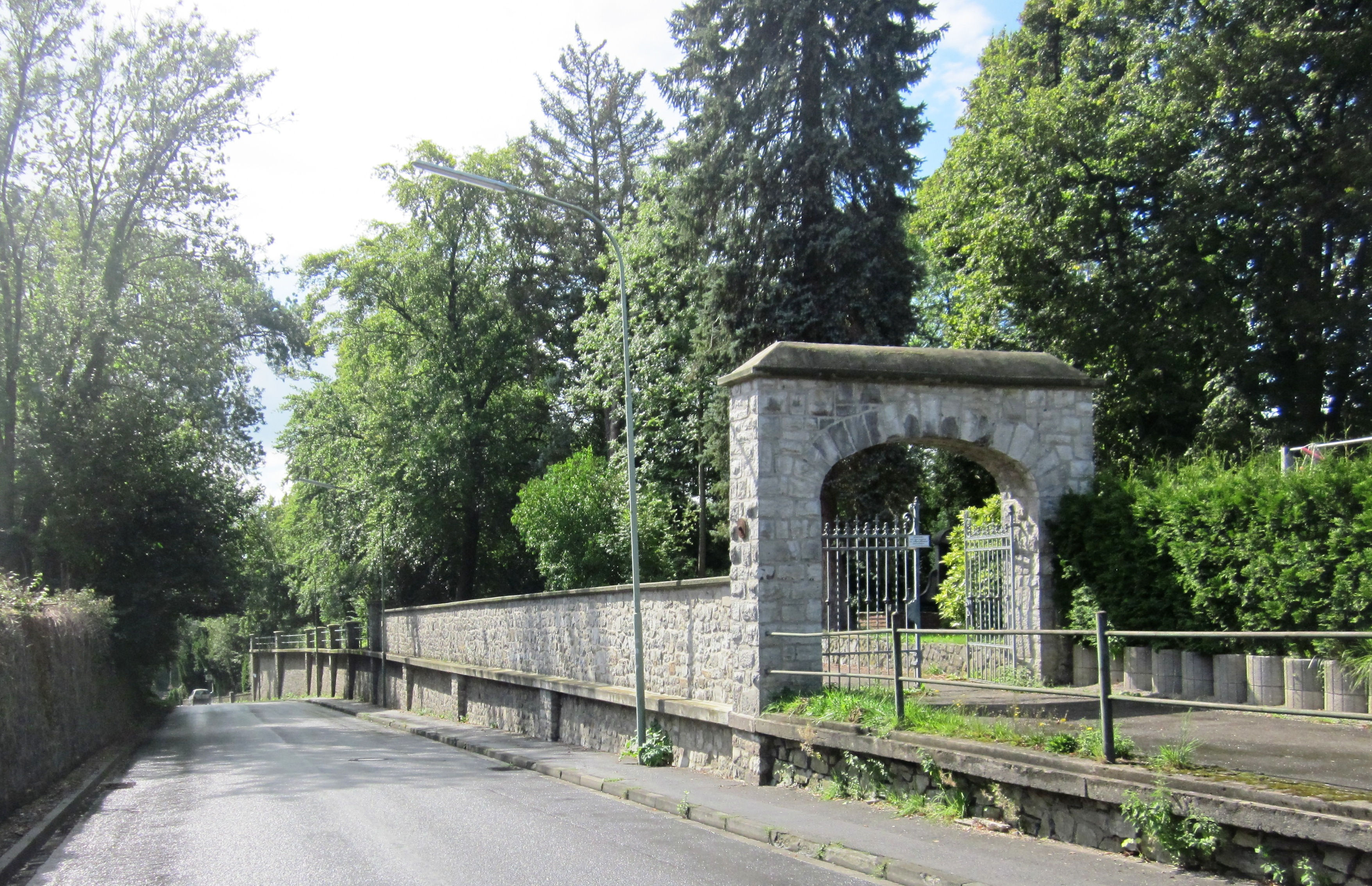
Friedhof an der Straße Richtung Dorff

Büsbach liegt auf einem Höhenrücken, der die westliche Begrenzung des unteren Vichttals bildet. Nachbarorte sind in Stolberg Münsterbusch im Norden, Oberstolberg im Osten, Breinig und Dorff im Süden und in Aachen-Brand. Im Westen des Ortes fließt die Inde, die hier im Volksmund Münsterbach heißt.
Südöstlich von Büsbach wurden ehemalige Stein- und Kalksteinbrüche in die Naturschutzgebiete Bärenstein (am Bauschenberg) und Brockenberg umgewandelt. Bauschenberg ist auch der Name eines östlichen Viertels von Büsbachs; es liegt 265,4 m ü. NHN und ist ein reines Wohnviertel mit einem Kindergarten. Nahbei im Westen das Naturschutzgebiet Münsterbusch sowie das Naturschutzgebiet Brander Wald, die beide in großen Teilen im Standortübungsplatz Brander Wald liegen.

## Geschichte
Von 1794 bis 1815 lag die Mairie Büsbach im Kanton Eschweiler im Département de la Roer. 1816 kam Büsbach an Preußen und wurde eine Bürgermeisterei im Landkreis Aachen. 1913 musste Büsbach die Gebiete Schneidmühle und Jordansberg an Stolberg abtreten. 1935 wurde es ganz zu Stolberg eingemeindet, das damals ebenfalls im Landkreis Aachen lag und heute zur Städteregion Aachen gehört.
Von 1808 bis 1935 gehörte Büsbach zum Bereich des Friedensgerichts und später Amtsgerichts Eschweiler, von 1935 bis 1971 zum Amtsgericht Stolberg. Seit 1972 ist der Ort zusammen mit der Stadt Stolberg wieder dem Amtsgerichtsbezirk Eschweiler zugehörig. Von 1927 bis 1935 gehörte der Ort zum Arbeitsamtbezirk Eschweiler, seitdem zum Arbeitsamtbezirk Stolberg.

## Verkehr

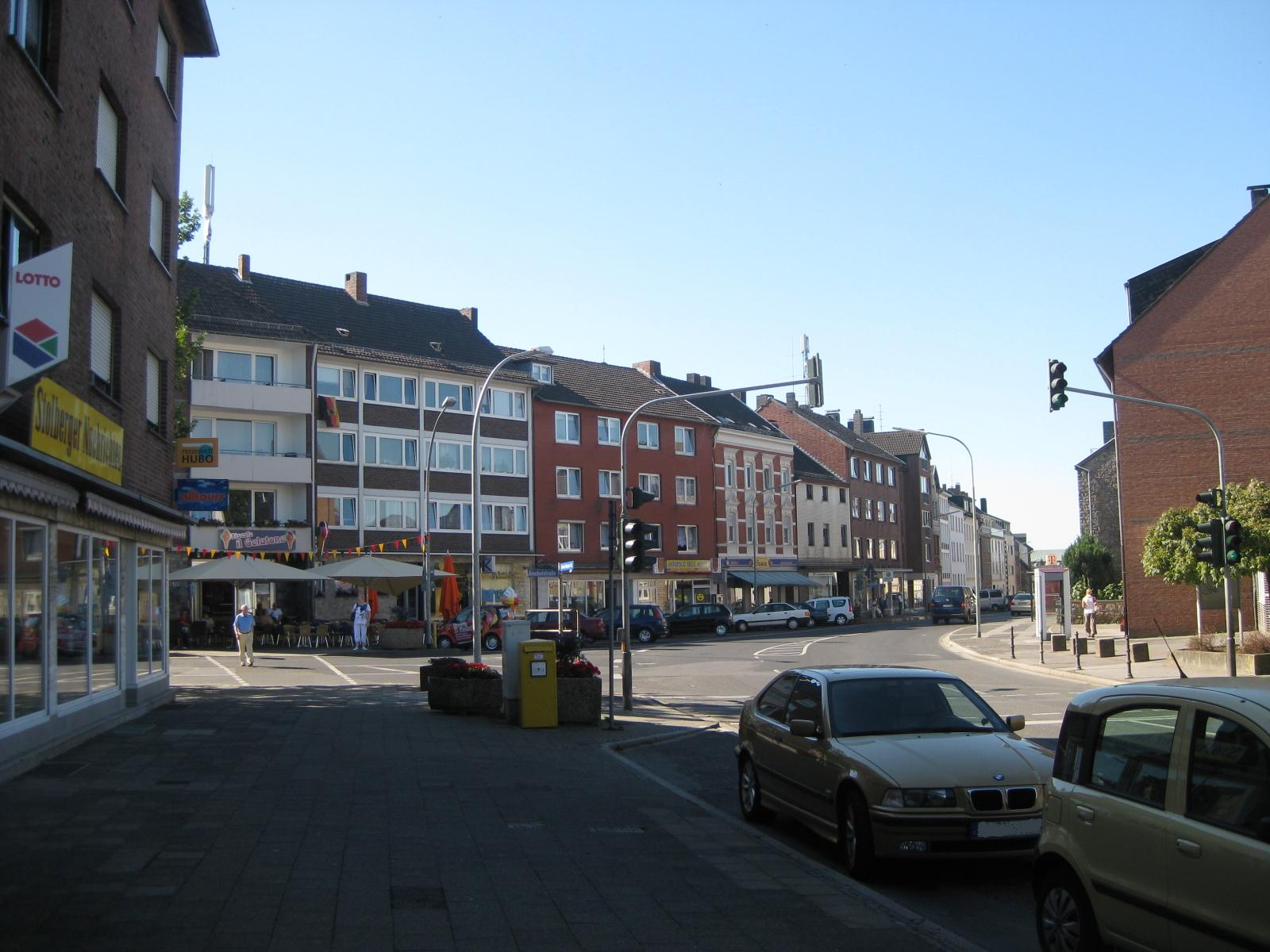
Büsbacher Ortsmitte

Die nächsten Anschlussstellen sind „Aachen-Brand“ auf der A 44 und „Eschweiler-West“ auf der A 4.
Die AVV-Buslinien 25, 42, 62 und X25 der ASEAG verbinden Büsbach mit Münsterbusch, Dorff, Mausbach, Zweifall, Vicht, Stolberg-Mitte und Aachen. Die Linie 40 bedient nicht den Ortskern, sondern nur die Haltestelle Büsbacher Berg.
| Linie | Verlauf |
| ----- | --- |
| 25    | Vaals (NL) – Vaalserquartier (D) – Westfriedhof – Schanz – Elisenbrunnen – Aachen Bushof – Kaiserplatz – Bf Rothe Erde – Forst – Brand – Freund – Büsbach – Stolberg Altstadt – Stolberg Mühlener Bf (– Atsch Dreieck)                                                                     |
| 40    | Stolberg Mühlener Bf – Zinkhütter Hof – (Kohlbusch –) Münsterbusch – Liester – Stolberg Altstadt – Stolberg Krankenhaus |
| 42    | (Schevenhütte →) Gressenich Kapelle – Krewinkel – Mausbach – Fleuth – / (Zweifall – Münsterau –) Vicht – Breinigerberg – Breinig – Dorff – Büsbach – Liester – Münsterbusch – Zinkhütter Hof – Stolberg Mühlener Bf – (Velau – Stolberg Hbf) / (Birkengang – Stolberg Hans-Böckler-Straße) |
| 62    | Stolberg Krankenhaus – Stolberg Mühlener Bf – Zinkhütter Hof – (Kohlbusch –) Münsterbusch – Liester – Büsbach Kirche – Büsbach Brockenberg |
| X25   | Expressbus: Aachen Bushof – Kaiserplatz – Bf Rothe Erde – Brand – Freund – Büsbach – Stolberg Altstadt – Stolberg Mühlener Bf |

Der nächste Bahnhof ist Stolberg-Altstadt an der Stolberger Talbahn.

## Versorgung

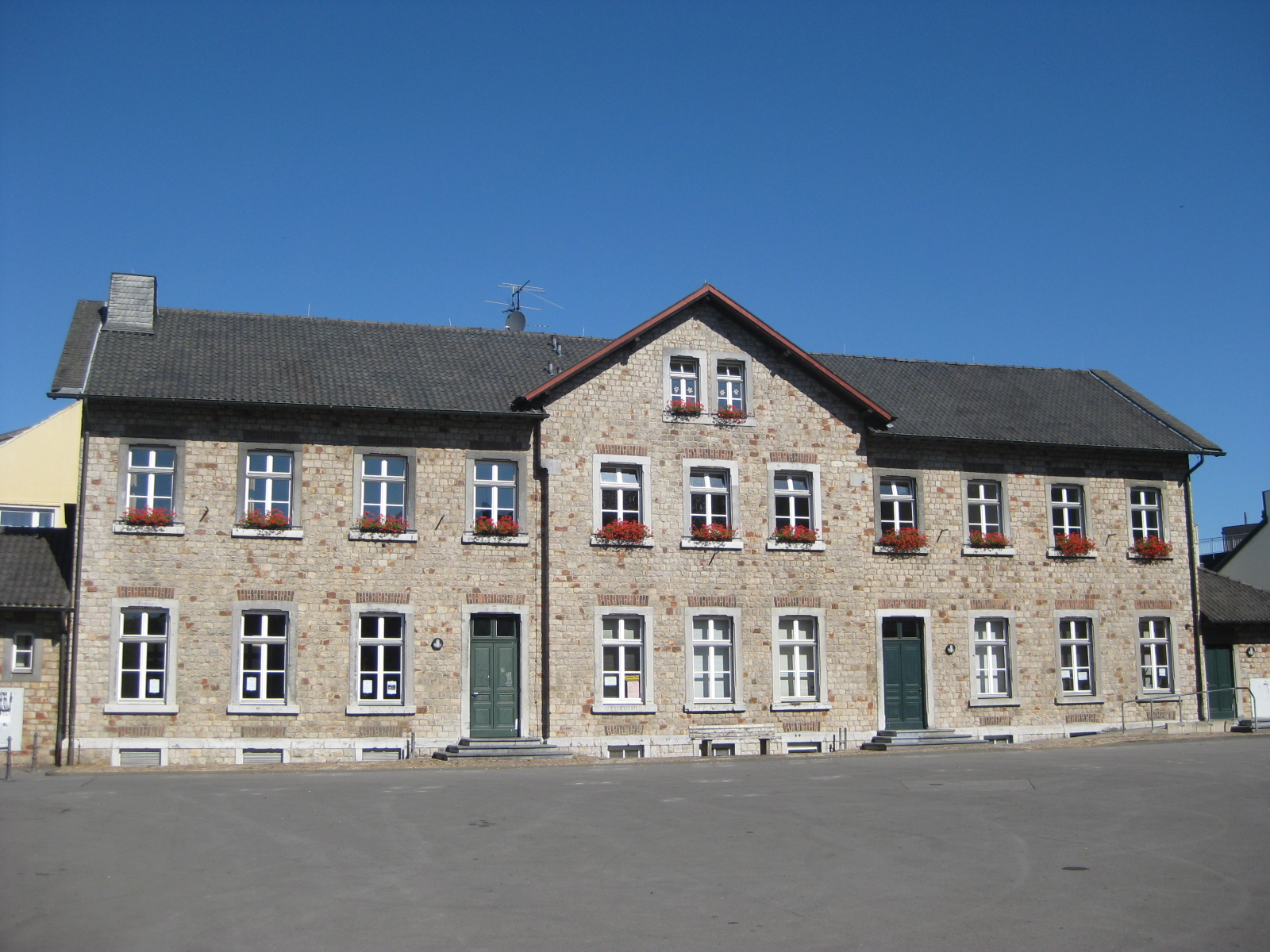
Die ehemalige Bürgermeisterei, heute Bürgerhaus

Büsbach verfügt über Fachgeschäfte und Läden des täglichen Bedarfs. Die Bürgermeisterei wurde in ein Bürgerhaus umgewandelt.

## Religion

### St. Hubertus

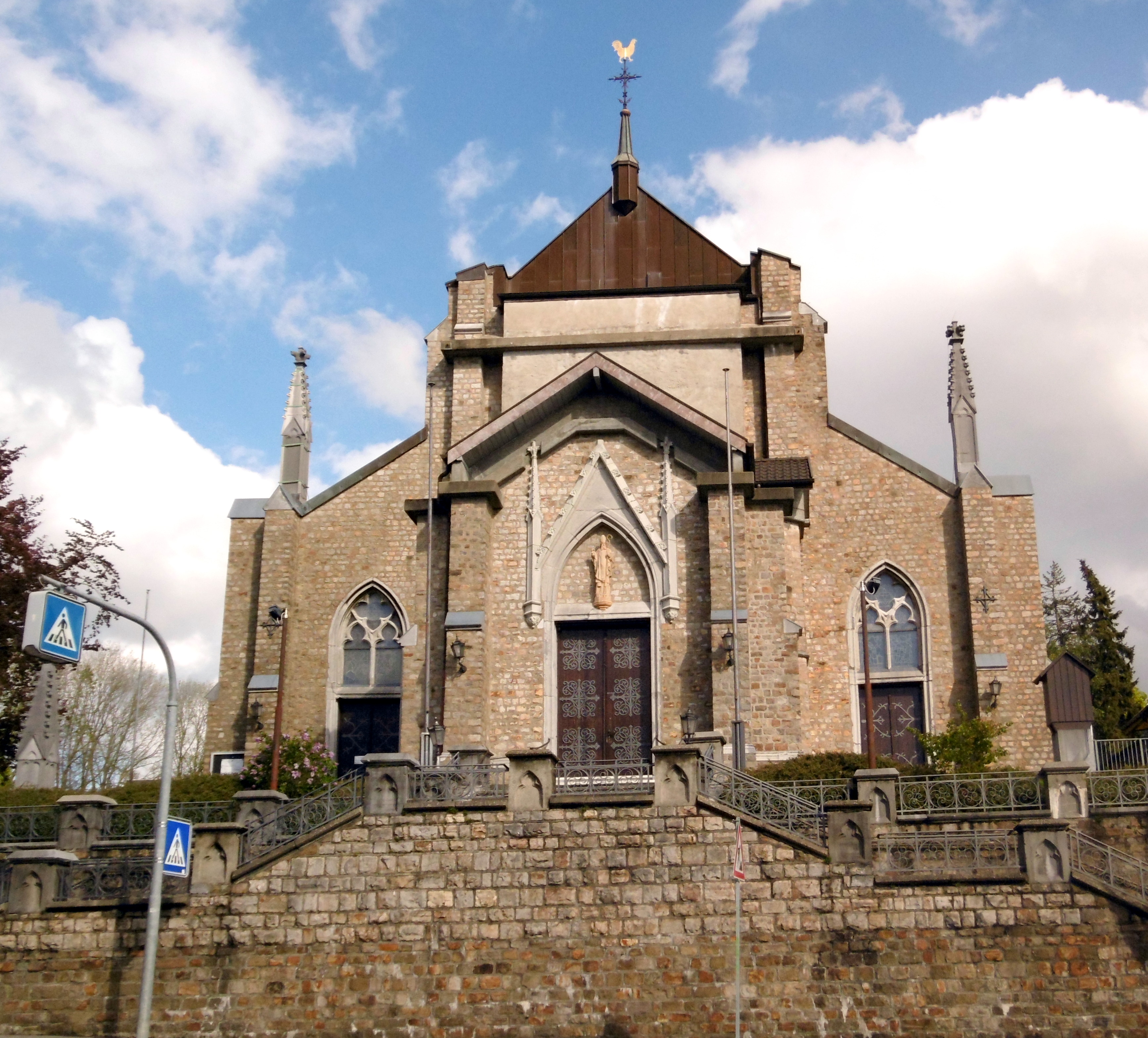
Portal der Hubertuskirche

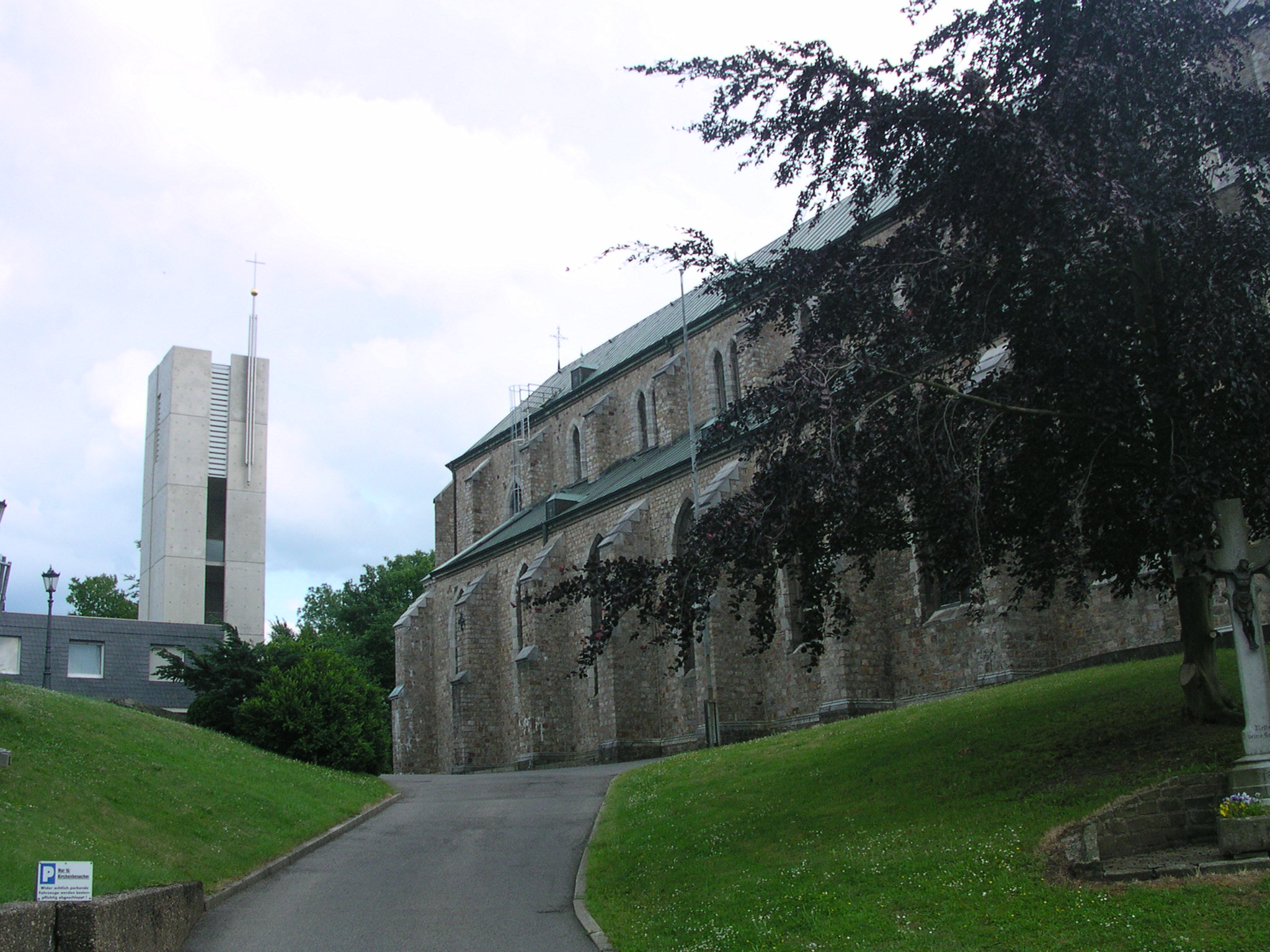
Hubertuskirche mit neuem Turm

Die neugotische Basilika St. Hubertus auf dem Felsmassiv ist ein markanter Punkt im Ortsbild. Nachdem 1996 der 54 Meter hohe Kirchturm wegen Baufälligkeit, die wohl auf der Verwendung von Zinkasche als Mörtelzusatz beruhte, abgerissen werden musste, wurde 2003 auf dem Kirchengelände ein funktionaler Glockenturm errichtet.
Zum Kirchenschatz gehören sakrale Gegenstände, Glasmalereien und Skulpturen. Die ältesten Stücke stammen aus der 1680 gebauten Kapelle. Der Vorgängerbau, der 1846 einer größeren Kirche Platz machte, lag unterhalb des Felsens an der Einmündung zur Hostetstraße. Zu den Überbleibseln der einstigen Kapelle gehören die barocke Holzschnitzarbeit des Pfarr- und Kirchenpatrons St. Hubertus im bischöflichen Ornat.
Liturgische Gegenstände der St. Hubertus-Kirche sind Reliquiare, Kelche, Monstranzen und Kreuze aus unterschiedlichen Stilepochen. Zu den Goldschmiedearbeiten des 18. Jahrhunderts gehören zwei Reliquiare. Sie enthalten – umgeben von einem barocken Strahlenkranz – Knochenfragmente des Ortsheiligen. Dem Historismus sind die Anfang des 20. Jahrhunderts entstandenen „Nazarener-Fenster“ verpflichtet.
Neue Fenster erhielt St. Hubertus im Jahre 1962. Der Entwurf stammt von Professor Heinrich m. Dieckmann aus Mönchengladbach, für die Herstellung war die Kölner Glasmalerei-Werkstatt Dr. Reuter verantwortlich. Im früheren Turm hingen die drei Glocken. Hubertus-, Marien- und Michaelglocke, die im Jahre 1922 entstanden sind. Die Fialen schmückten seit 1983 den Turm.

### Kapelle im Marienheim
Eingeweiht wurden Kapelle und Wohngebäude des „Marienheims“ an der Bischofstraße im Februar 1966. Blickfang der Kapelle sind die in Blautönen gehaltenen ornamentalen Fenster und die sakralen Gegenstände. Die mit Halbedelsteinen versehenen Oberflächen von Tabernakel, ewigem Licht und Kreuz schuf der Stolberger Goldschmied und Gravurmeister Ludwig Mohnen (1910–1976).

## Stadtbild

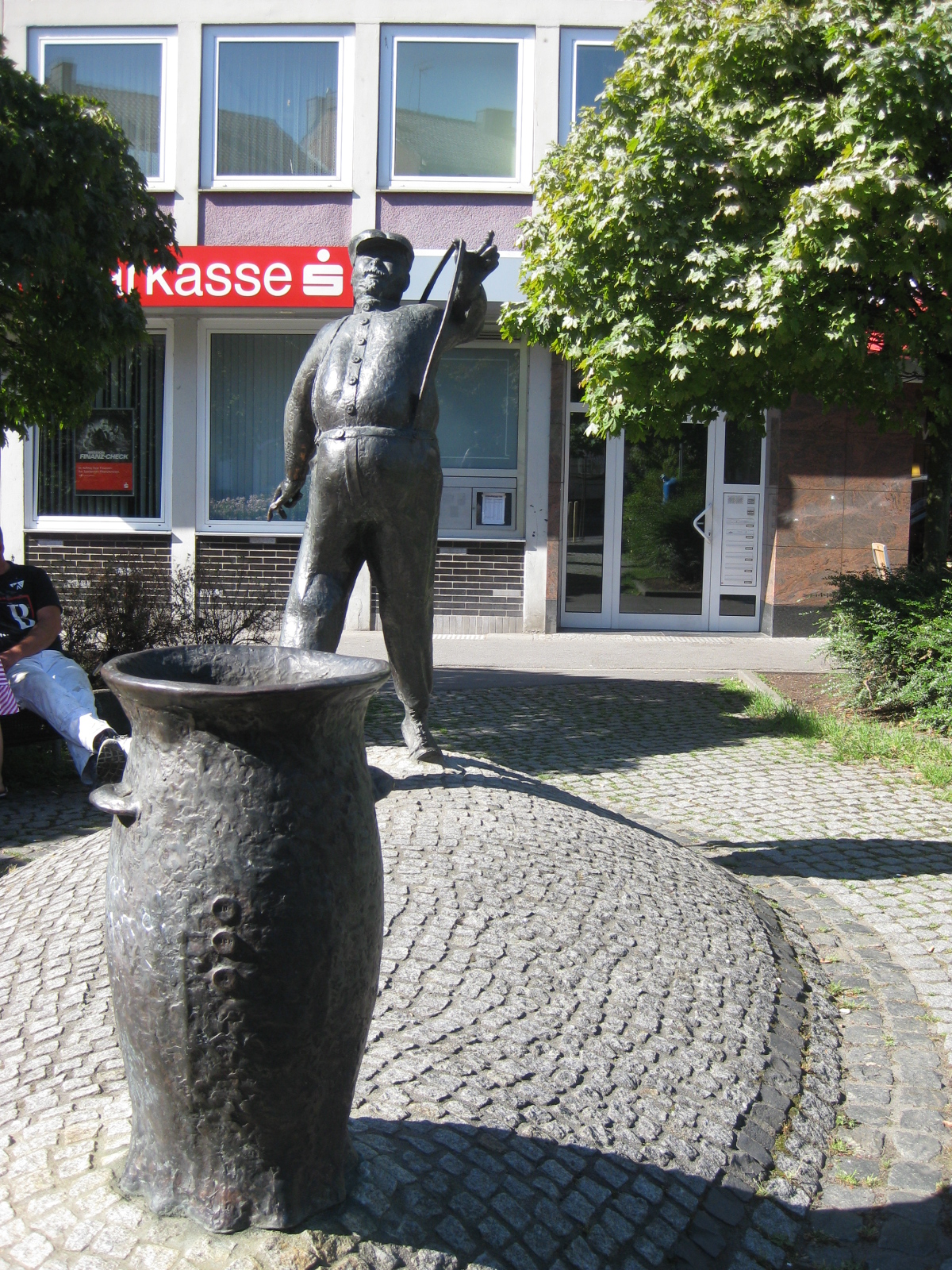
Der Bareschesser

Seit dem 12. Juni 1994 ziert den Büsbacher Markt ein Standbild des Bareschessers, die erste Skulptur in Stolberg, die ganz aus Kupfer gefertigt ist.
Eine Eiche am Ehrenmal Bischofstraße ist als Naturdenkmal geschützt.
- Siehe auch: Liste der Baudenkmäler in Büsbach

## Bildung und Soziales
- Katholische Kindertagesstätte St. Hubertus
- Montessori-Kinderhaus
- Städtische Tageseinrichtung für Kinder
- Katholische Bekenntnisgrundschule
- Marienheim für Senioren

## Vereine
- St. Hubertus-Schützenbruderschaften 1623 Büsbach
- Karnevals-Gesellschaft Büsbach 1928 e. V.
- Förderverein St. Hubertus Büsbach e. V.
- Billard Billard-Sport-Club
- Büsbacher Reiterverein
- Freiwillige Feuerwehr
- FC Adler Büsbach
- Kaninchenzuchtverein
- Kirchenchor St. Hubertus Büsbach
- Mandolinen-Orchester
- Männergesangverein Büsbach
- Büsbacher Turnverein

## Persönlichkeiten, die mit der Stadt in Verbindung stehen
- Anton Immendorf (1921–2007), Bauunternehmer, Verbandsfunktionär, sowie Präsident der Handwerkskammer in Aachen.
- Axel Kutsch * 1945 in Bad Salzungen/Thüringen, Schriftsteller, wuchs in Büsbach auf
- Hartmut Ritzerfeld (1950–2024), Maler, geboren in Breinig, wohnte in Büsbach
- Thomas Stoll * 1976, Kantor und Konzertorganist, seit 2001 in Roetgen tätig, wohnhaft in Büsbach seit 2005
- Patrick Haas (* 1981), Politiker, seit 2019 Bürgermeister der Stadt Stolberg
- Christina Klein * 1990 („LaFee“), wuchs in Büsbach auf